# Gastly
Gastly (Japans: ゴース, Ghos) is een fictieve Pokémon uit de Pokémon-franchise van Nintendo, Game Freak en The Pokémon Company. Gastly werd geïntroduceerd in de eerste generatie van de Pokémon-videospellen en heeft nummer 092 in de Pokédex. Het is een Pokémon van het type Spook en gif  en en vormt de eerste schakel in een evolutielijn die via Haunter leidt tot Gengar.

## Ontwerp en kenmerken
Gastly bestaat grotendeels uit gasvormige materie en heeft een ronde, zwarte kern met grote ogen en een grijnzende mond, omgeven door een paarse, mistachtige nevel. Volgens officiële beschrijvingen uit de spellen en animatieserie is Gastly zo licht dat het met de wind kan meedrijven, maar zijn giftige gaswolk is in staat een volwassene te verstikken in seconden.
Hoewel Gastly een griezelige uitstraling heeft, wordt hij in veel media ook speels en ondeugend afgebeeld.

#### Evolutie
Gastly is de eerste in een driedelige evolutielijn:
- Gastly → (vanaf level 25) → Haunter → (door ruilen) → Gengar [3]

Evolutie naar Haunter vindt plaats via levelverhoging, terwijl Gengar alleen kan ontstaan als Haunter wordt geruild tussen twee spelers. Deze methode is kenmerkend voor sommige Pokémon in de vroege generaties.

## Verschijningen

#### In de spellen
Gastly debuteerde in Pokémon Red en Blue (1996) en is sindsdien aanwezig in meerdere generaties.  Hij komt vaak voor op spookachtige locaties, zoals de Pokémon Tower in Lavender Town (Kanto). Gastly is populair bij spelers vanwege zijn immuniteit tegen normale en vecht-aanvallen, en zijn toegang tot een reeks statusverstorende en psychische aanvallen.

#### In de animatieserie
Gastly verschijnt voor het eerst in aflevering 20 van de originele Pokémon (televisieserie), getiteld The Ghost of Maiden’s Peak. In deze aflevering neemt Gastly verschillende vormen aan om mensen te misleiden. Ook komt hij regelmatig voor in afleveringen rond spookachtige locaties of in combinatie met Haunter en Gengar.

#### In andere media
Gastly komt voor in spin-offspellen zoals Pokémon Mystery Dungeon, Pokémon GO en Pokémon Unite. Daarnaast is hij opgenomen in het Pokémon Trading Card Game, waarin hij deel uitmaakt van meerdere kaartensets verspreid over de jaren. 